# St. Marien (Bischofferode)

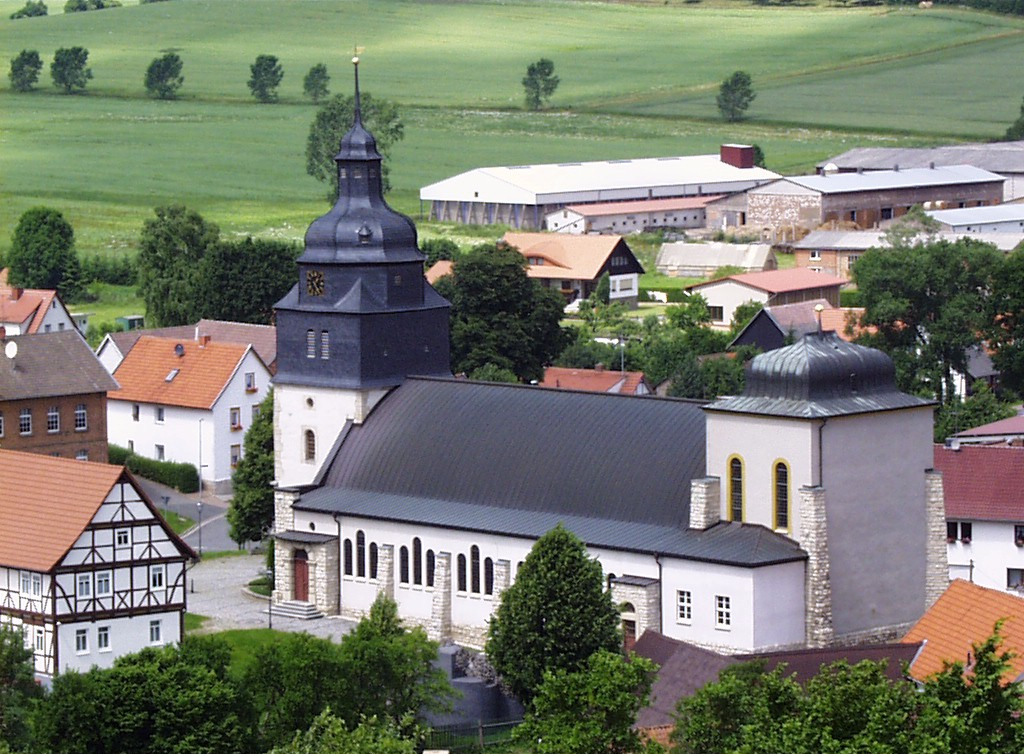
Die Kirche

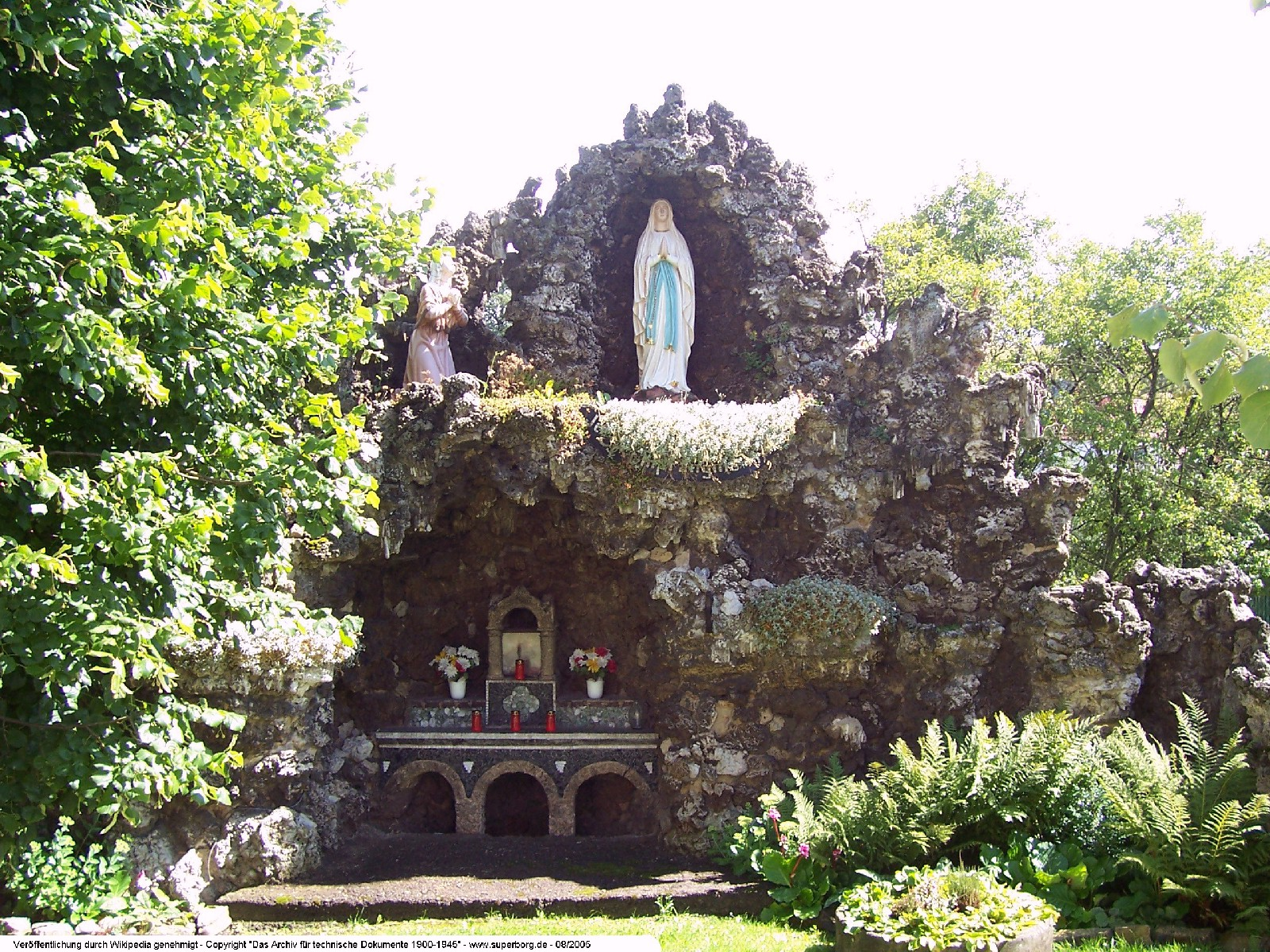
Natursteingrotte neben der Kirche

Die römisch-katholische Pfarrkirche St. Marien (St. Mariä Geburt) steht in Bischofferode in der Landgemeinde Am Ohmberg im thüringischen Landkreis Eichsfeld. Sie ist die Pfarrkirche der Pfarrei St. Marien Bischofferode im Dekanat Leinefelde-Worbis des Bistums Erfurt. Sie trägt das Patrozinium Mariä Geburt. 

## Geschichte
Diese Dorfkirche ist Nachfolgerin zweier älterer Vorgängerinnen. Sie wurde 1932 errichtet. Der Kirchturm stammt aus dem Jahr 1608 von einer der zwei Vorgängerinnen. Der Außenbau ist neuromanisch. Der Kirchenraum, eine Pseudobasilika in expressionistischer Abwandlung gotischer Formen, wurde von dem Bildhauer Friedrich Press gestaltet.
Im Raum dominiert die lebensgroße Gestalt des gekreuzten Christus.
Der Chorraum ist dem Geheimnis der heiligen drei Tage (Gründonnerstag, Karfreitag und Ostern) gewidmet. Mit dem Garten Getsemani ist die höhere Abgrenzung des Altarraums begrenzt. Die Tischgemeinschaft des letzten Abendmahls Jesu mit den zwölf Aposteln wird angedeutet.

## Orgel
Die Orgel mit 21 Registern wurde 1974 durch die Firma Eule aus Bautzen erbaut.